# Roland Juno-106
De Roland Juno-106 is een analoge synthesizer die gefabriceerd werd door Roland Corporation tussen 1984 en 1988. Het is de opvolger van de Juno-60 synthesizer. Er zijn er circa 40.000 van gemaakt.

## Beschrijving
Deze synthesizer was populair en eenvoudig in het gebruik. Men kon er snel en intuïtief geluiden mee samenstellen, via een overzichtelijke set schuiven en (draai)knoppen. Er pasten 128 patches in het geheugen, wat erg veel was voor die tijd. De Juno-106 valt op omdat er slechts één oscillator per stem wordt gebruikt. De oscillator kon twee golfvormen (zaagtand en blokgolf) bij elkaar mixen. Terwijl het toen al gebruikelijk was minstens twee oscillatoren per stem aan te wenden, hetgeen het instrument veelzijdiger maakt. Dat de klank van de Juno-106 vol klinkt komt mede door de hoge kwaliteit van het ingebouwde choruseffect.
De Juno-106 had een voor die tijd zeer volledige MIDI-implementatie: Er kon uit 16 MIDI-kanalen worden gekozen en ook SysEx-sounddata kon worden verstuurd en ontvangen. Alle schuiven verzenden tijdens gebruik hun waardes in korte SysEx-strings, niet te verwarren met het later meer populair geworden gebruik van controllers die nog korter zijn. Hierdoor kon de Juno-106 alle realtime veranderingen in een externe sequencer opnemen en dus ook weer afspelen.
Ook is het mogelijk alle parameters vanuit de sequencer te besturen. Hier zijn voor Cubase zogenaamde "mixermaps" te vinden, later omgenoemd naar "device panels". Andere sequencer pakketten hebben vergelijkbare functies, eventueel onder een andere naam.
Achterop zit een schakelaar met 3 standen. Om SysEx te kunnen gebruiken moet deze op stand III staan.

## Verschillen met Juno 60/6
Juno 106 chorus ruist aanzienlijk minder. Filter IR3109 uit Juno 60/6, is vervangen door 80017a. Dit zorgt voor een ander klankkarakter. De Juno-106 heeft geen arpeggiater en geen envelope-modulatie van pulsbreedte. Juno 60/6 hebben geen portamento/glide en unison.
Er werd vroeger nogal eens beweerd dat Juno 60 en 6 VCO's hadden en daarom warmer klonken. Dit berust echter op een mythe. De Juno 60, 6 en 106 zijn allemaal voorzien van DCO's. Dat VCO's warmer klinken dan DCO's is eveneens een mythe.

## Problemen
De Juno-106 kreeg na enkele jaren een hardnekkig en berucht probleem, de VCF/VCA chip (Roland 80017A) stopte haar werking en het geluid was niet helemaal voorspelbaar meer en werd soms doffer. Het is als hobbyist mogelijk zelf de chip te vervangen.

## Nieuwe uitvoering
Op 1 oktober 2015 bracht Roland de JU-06 uit in de Boutique-reeks. Het is een imitatie van de oorspronkelijke Juno-106 en bevat onder andere analoge circuit-modellering, 4-stemmige polyfonie, 23 parameters op het voorpaneel, en werkt ook op batterijen.